# Sonny Perdue
Geogre Ervin "Sonny" Perdue III, född 20 december 1946 i Perry i Georgia, är en amerikansk republikansk politiker, veterinär och företagare. Han var guvernör i Georgia från 2003 till 2011. Perdue var USA:s 31:a jordbruksminister mellan 25 april 2017 och 20 januari 2021 i Trumps kabinett.
Han avlade sin veterinärmedicinexamen 1971 vid University of Georgia College of Veterinary Medicine. Han arbetade som veterinär innan han blev företagare. Han startade tre småföretag. Perdue och hans fru Mary är gifta sedan 1972. De har fyra barn och sex barnbarn.
Perdue inledde sin politiska karriär som demokrat. Han invaldes i delstatens senat 1992. Han bytte till Republikanska partiet 1997.
I 2002 års guvernörsval besegrade han den sittande guvernören Roy Barnes. Perdue vann 2006 mot demokraten och viceguvernören Mark Taylor.
Sonny Perdue är kusin till den tidigare amerikanska senatorn David Perdue.

## USA:s jordbruksminister
Den 18 januari 2017, meddelade den utvalda presidenten Donald Trump att han skulle nominera Perdue till USA:s jordbruksminister. Hans nominering godkändes av hela senaten den 24 april med röstsiffrorna 87–11 för.
Under sitt ämbete som jordbruksminister, har Perdue fokuserat på att hjälpa nya bönder att komma igång med jordbruket. I augusti 2017, meddelade han ett mentorprogram för nya jordbrukare. Andra frågor som behandlas av Perdue inkluderar att hjälpa landsbygdsgemenskaper, hjälpa jordbrukare att fungera med mindre reglering och ökande export.
Perdue valdes ut som designated survivor för 2018 talet om tillståndet i nationen.